# Elezioni politiche suppletive in Francia del 1964
Le elezioni politiche suppletive francesi del 1964 sono le elezioni tenute in Francia nel corso del 1964 per eleggere deputati dell'assemblea nazionale dei collegi uninominali rimasti vacanti. 

## Risultati

### 7° collegio della Meurthe e Mosella
Le elezioni politiche suppletive nel 7° collegio della Meurthe e Mosella si sono tenute il 18 novembre per eleggere un deputato per il seggio lasciato vacante da Joseph Nou (UNR), a seguito delle sue dimissioni il 2 aprile 1964. Poiché nessun candidato ha ottenuto la maggioranza dei voti al primo turno, il 25 novembre è stato necessario procedere al ballottaggio. 
| Partito                            | Partito                            | Candidato                          | Primo turno 18 novembre 1964 | Primo turno 18 novembre 1964 | Ballottaggio 25 novembre 1964 | Ballottaggio 25 novembre 1964 |
| Partito                            | Partito                            | Candidato                          | Voti                         | %                            | Voti                          | %                             |
| ---------------------------------- | ---------------------------------- | ---------------------------------- | ---------------------------- | ---------------------------- | ----------------------------- | ----------------------------- |
|                                    | PCF                                | Louis Dupont                       | 13 171                       | 46,75                        | 17 751                        | 54,74                         |
|                                    | UNR                                | Charles Grein                      | 8 338                        | 29,59                        | 14 675                        | 45,26                         |
|                                    | Movimento Repubblicano Popolare    | Alexandre Caspary                  | 2 304                        | 8,18                         |                               |                               |
|                                    | SFIO                               | Jean Feidt                         | 2 122                        | 7,53                         |                               |                               |
|                                    | DVC                                | René Ansion                        | 1 593                        | 5,65                         |                               |                               |
|                                    | PSU                                | André Longeot                      | 647                          | 2,30                         |                               |                               |
|                                    |                                    |                                    |                              |                              |                               |                               |
| Iscritti                           | Iscritti                           | Iscritti                           | 45 212                       | 100,00                       | 45 214                        | 100,00                        |
| ↳ Votanti (% su iscritti)          | ↳ Votanti (% su iscritti)          | ↳ Votanti (% su iscritti)          | 29 029                       | 64,21                        | 33 539                        | 74,18                         |
| ↳ Voti validi (% su votanti)       | ↳ Voti validi (% su votanti)       | ↳ Voti validi (% su votanti)       | 28 175                       | 97,06                        | 32 426                        | 96,68                         |
| ↳ Schede non valide (% su votanti) | ↳ Schede non valide (% su votanti) | ↳ Schede non valide (% su votanti) | 854                          | 2,94                         | 1 113                         | 3,32                          |
| ↳ Astenuti (% su iscritti)         | ↳ Astenuti (% su iscritti)         | ↳ Astenuti (% su iscritti)         | 16 183                       | 35,79                        | 11 675                        | 25,82                         |
|                                    |                                    |                                    |                              |                              |                               |                               |
|                                    | Esito: collegio passa da UNR a PCF |                                    |                              |                              |                               |                               |

### Collegio Nuova Caledonia e altre dipendenze
Le elezioni politiche suppletive nel 1° collegio della Nuova Caledonia e altre dipendenze oceaniane si sono tenute il 7 giugno per eleggere un deputato, a seguito della condanna con pena accessoria di ineleggibilità del deputato Maurice Lenormand (Union calédonienne). Poiché Rock Pidjot ha ottenuto la maggioranza dei voti al primo turno, non è stato necessario procedere al ballottaggio. 
| Partito                            | Partito                            | Candidato                          | Risultati 24 maggio 1964 | Risultati 24 maggio 1964 |
| Partito                            | Partito                            | Candidato                          | Voti                     | %                        |
| ---------------------------------- | ---------------------------------- | ---------------------------------- | ------------------------ | ------------------------ |
|                                    | UC                                 | Rock Pidjot                        | 14 407                   | 54,31                    |
|                                    | UNR                                | Édouard Pentecost                  | 11 578                   | 43,65                    |
|                                    | DVG                                | Pierre Jeanson                     | 540                      | 2,04                     |
|                                    |                                    |                                    |                          |                          |
| Iscritti                           | Iscritti                           | Iscritti                           | 36 156                   | 100,00                   |
| ↳ Votanti (% su iscritti)          | ↳ Votanti (% su iscritti)          | ↳ Votanti (% su iscritti)          | 26 978                   | 74,62                    |
| ↳ Voti validi (% su votanti)       | ↳ Voti validi (% su votanti)       | ↳ Voti validi (% su votanti)       | 26 525                   | 98,32                    |
| ↳ Schede non valide (% su votanti) | ↳ Schede non valide (% su votanti) | ↳ Schede non valide (% su votanti) | 453                      | 1,68                     |
| ↳ Astenuti (% su iscritti)         | ↳ Astenuti (% su iscritti)         | ↳ Astenuti (% su iscritti)         | 9 178                    | 25,38                    |
|                                    |                                    |                                    |                          |                          |
|                                    | Esito: collegio confermato a UC    |                                    |                          |                          |

### Saint-Pierre e Miquelon
Le elezioni politiche suppletive nel 1° collegio di Saint-Pierre e Miquelon si sono tenute il 30 agosto per eleggere un deputato, a seguito della dimissioni di Albert Briand, che ha lasciato l'incarico, per poi ricandidarsi, in seguito a contrasti col governo locale. Poiché Albert Briand ha ottenuto la maggioranza dei voti al primo turno, non è stato necessario procedere al ballottaggio. 
| Partito                            | Partito                            | Candidato                          | Risultati 30 agosto 1964 | Risultati 30 agosto 1964 |
| Partito                            | Partito                            | Candidato                          | Voti                     | %                        |
| ---------------------------------- | ---------------------------------- | ---------------------------------- | ------------------------ | ------------------------ |
|                                    | SE                                 | Albert Briand                      | 1 246                    | 54,48                    |
|                                    | DIV                                | Georges Blin                       | 793                      | 34,67                    |
|                                    | DVG                                | Francis Leroux                     | 248                      | 10,84                    |
|                                    |                                    |                                    |                          |                          |
| Iscritti                           | Iscritti                           | Iscritti                           | 3 002                    | 100,00                   |
| ↳ Votanti (% su iscritti)          | ↳ Votanti (% su iscritti)          | ↳ Votanti (% su iscritti)          | 2 357                    | 78,51                    |
| ↳ Voti validi (% su votanti)       | ↳ Voti validi (% su votanti)       | ↳ Voti validi (% su votanti)       | 2 287                    | 97,03                    |
| ↳ Schede non valide (% su votanti) | ↳ Schede non valide (% su votanti) | ↳ Schede non valide (% su votanti) | 70                       | 2,97                     |
| ↳ Astenuti (% su iscritti)         | ↳ Astenuti (% su iscritti)         | ↳ Astenuti (% su iscritti)         | 645                      | 21,49                    |
|                                    |                                    |                                    |                          |                          |
|                                    | Esito: collegio confermato a SE    |                                    |                          |                          |

## Riepilogo
| Data 1º turno | Ballottaggio   | Circoscrizione          | Collegio | Parlamentare uscente | Partito | Parlamentare eletto | Partito |
| ------------- | -------------- | ----------------------- | -------- | -------------------- | ------- | ------------------- | ------- |
| 18 novembre   | 25 novembre    | Meurthe e Mosella       | 7°       | Joseph Nou           | UNR     | Louis Dupont        | PCF     |
| 7 giugno      | Non necessario | Nuova Caledonia         | 1°       | Maurice Lenormand    | UC      | Rock Pidjot         | UC      |
| 30 agosto     | Non necessario | Saint-Pierre e Miquelon | 1°       | Albert Briand        | SE      | Albert Briand       | SE      |